# Нярылькы (приток Большой Тотыдэоттаяхи)
Нярылькы — река в России, протекает по территории Ямало-Ненецкого автономного округа. Устье реки находится в 181 км по правому берегу реки Большая Тотыдэоттаяха. Длина реки составляет 40 км.

## Данные водного реестра
По данным государственного водного реестра России относится к Нижнеобскому бассейновому округу, водохозяйственный участок реки — Таз. Речной бассейн реки — Таз.
Код объекта в государственном водном реестре — 15050000112115300070943.